# Marita Solberg
 Marita Solberg  (Marita Kvarving Sølberg, 22 de marzo de 1976) es una soprano noruega. Obtuvo un reconocimiento por su rol de "Solveig" en el Peer Gynt de Edvard Grieg. En junio de 2006, esta producción fue transmitida en vivo en la radio y televisión alemana. Solberg ha trabajado con orquestas y en festivales en Europa y Estados Unidos.

## Educación
Solberg estudió en la "Statens operahøgskole" de Oslo y en el "Norges musikkhøgskole".

## Carrera
Solberg ha trabajado con Marc Minkowski, Zubin Mehta, Michel Plasson y otros directores de orquesta.
Del 2006 al 2008 fue la cantante principal de la Staatsoper, Stuttgart. También actuó en el Gran Teatro del Liceo, Barcelona, Teatro Real, Madrid, Komische Oper, Berlín y en la Norwegian National Opera.

### Roles operáticos
- Michaela en Carmen.
- Pamina en Die Zauberflöte (2008, 2009).
- Servilia en La clemenza di Tito.
- Rol principal en Zaide (2008).
- Zerlina en Don Giovanni.
- Celia en Lucio Silla.
- Gretel en Hänsel und Gretel (2008).
- Marzelline en Fidelio.
- Charmion en Cléopatre, de Massenet.
- El ángel, en Saint Francois D'Assise, de Massenet.
- Bellezza en Il Trionfo del tempo e del disinganno de George Frideric Handel (Rinaldo Alessandrini.)
- Solveig in Peer Gynt con la Berliner Philharmoniker (Neeme Järvi) (June 2006).

### Música de cámara y orquestal
- Gustav Mahler - Sinfonía No. 2 (Zubin Mehta).
- Una voce dal cielo de Don Carlo
- Wolfgang Amadeus Mozart - arias (gala de concierto en la Ópera Nacional de Noruega).
- Handel - Messiah en Moscú (Peter Neumann).
- Felix Mendelssohn - Elijah, con la Orquesta Sinfónica de Gothenburg (Rafael Frühbeck de Burgos).

## Premios
- Agosto del 2001: Primer premio en la "Competencia Internacional de Canto Queen Sonja" en Oslo.
- Julio del 2004: Tercer premio y el "International Media Jury Award" en la "Competencia Internacional de Canto Hans Gabor Belvedere", en Vienna.

## Discografía
- Grieg - Peer Gynt (Música incidental, completa), BIS, (junio de 2005)
- Grieg - Olav Trygvason / Canciones para orquesta, 2006